# Селена Рокі Мелоун
Салена Рокі Мелоун (померла в травні 2017 року) — австралійська ЛГБТ-активістка. Вона є співзасновницею групи підтримки лідерів IngiLez (ILSG) і керівницею молодіжної служби Open Doors.

## Кар'єра
Рокі Мелоун розпочала свою кар'єру офіцеркою зв'язку аборигенів і офіцеркою зв'язку ЛГБТ у поліції Квінсленда.
Рокі Мелоун була також пов'язана з громадськими групами, включаючи PFLAG, Dykes on Bikes, LGBTI Health Alliance та іншими.

## Смерть
Рокі Мелоун померла 22 травня 2017 року після аварії на мотоциклі у місті Рокгемптоні, що у східній частині австралійського штату Квінсленд.

## Нагороди
Вона отримала ряд нагород за найкращу громадську роботу на церемонії вручення премії Queen's Ball's Awards у Брисбені за її роботу з молодіжною службою Open Doors, яка працює з молоддю з руху ЛГБТ, що перебувають у групі ризику.